# John Fryer (officier)
Pour les articles homonymes, voir Fryer.
John Fryer (Wells-next-the-Sea, 15 août 1753-Wells-next-the-Sea, 26 mai 1817 est un officier de la Royal Navy, officier chargé de la navigation ("sailing master") sur le HMS Bounty lors de la mutinerie du Bounty.

## Biographie
Nommé maître-voilier en 1787 sur le Bounty, il tombe rapidement en désaccord avec le capitaine William Bligh et est victime des maltraitances de ce dernier. Malgré tout, il refuse par loyauté de suivre la révolte et embarque dans la chaloupe avec Bligh.
À son retour en Angleterre, il témoigne en cour martiale des exactions de Bligh qui lui-même le charge.
Ne recevant jamais aucune promotion, il quitte la marine en 1812.
Il est inhumé à Wells-next-the-Sea.

## Au cinéma
Son rôle a été interprété par trois acteurs. En 1935 par DeWitt Jennings ; en 1962 par Eddie Byrne et en 1984 par Daniel Day-Lewis.